# بليندا جوس
بليندا جوس (بالإنجليزية: Belinda Goss) مواليد 6 يناير 1984 في تاسمانيا، أستراليا، هي دراج أسترالية سابقة في صنف سباق الدراجات على المضمار.

## الميداليات
| الميدالية | المسابقة                               |
| --------- | -------------------------------------- |
| برونزية   | بطولة العالم للدراجات على المضمار 2008 |
| برونزية   | بطولة العالم للدراجات على المضمار 2009 |
| برونزية   | بطولة العالم للدراجات على المضمار 2010 |

## روابط خارجية
- بليندا جوس على موقع الاتحاد الدولي للدراجات (الإنجليزية)
- بليندا جوس على موقع أرشيف الدراجات (الإنجليزية)
- بليندا جوس على موقع إحصائيات الدراجات الإحترافية (الإنجليزية)
- بليندا جوس على موقع نسبة الدراجات (الإنجليزية)
- بليندا جوس على موقع اتحاد ألعاب الكومنولث (مؤرشف) (الإنجليزية)